# ТЕС Хомс
32°37′16.7″ пн. ш. 14°19′48.7″ сх. д. / 32.621306° пн. ш. 14.330194° сх. д.
ТЕС Хомс — теплова електростанція у північно-західній частині Лівії, розташована біля середземноморського порту Хомс, у 120 км на схід від Триполі.
Першу чергу цієї ТЕС ввели в експлуатацію у 1982 році. Це була класична конденсаційна електростанція з чотирма паровими турбінами компанії Kraftwerk Union (спільне підприємство Siemens та AEG) потужністю по 120 МВт. У 1995 році поряд спорудили другу чергу, що складалась із чотирьох встановлених на роботу у відкритому циклі газових турбін виробництва Asea Brown Boveri (АВВ) типу GT13E1 потужністю по 150 МВт. Парова станція споруджувалась із розрахунку на використання нафтопродуктів, але після спорудження у 1989 році газопроводу Марса-Брега — Хомс могла споживати газ. Водночас друга черга одразу мала своїм основним паливом природний газ (хоча може працювати ц на легких нафтопродуктах).
У 2014 році на майданчику ТЕС розпочалось зведення третьої, теж газотурбінної черги, генеральним підрядником спорудження якої стала турецька компанія Çalık Enerji. При цьому постачальником основного обладнання — двох газових турбін MS9001FA потужністю по 261 МВт — обрали General Electric. Уже наприкінці 2016-го третю чергу ввели в експлуатацію. Видача продукції станції відбувається по ЛЕП, що працює під напругою 220 кВ.